# Hermann Kinkele
Hermann Kinkele (* 6. Mai 1892 in Rexingen; † 5. Dezember 1956 in Isny) war Bürgermeister in Rexingen, Eisenharz und Isny. Als Katholik und Pazifist konnte er in der Zeit des Nationalsozialismus zwei Jüdinnen retten.

## Leben und Wirken
Als Sohn des Schultheißen (Bürgermeister) von Rexingen wurde Hermann Kinkele in Rexingen 1892 geboren und wuchs in einer traditionell-katholischen Familie auf. In Rexingen gab es eine lebendige jüdische Gemeinde. Nach seinem einjährigen Militärdienst absolvierte er Kurzlehrzeiten in verschiedenen Verwaltungen. Er diente im Ersten Weltkrieg an der West- und Ostfront und wurde 1917 infolge einer schweren Verwundung entlassen. 1919 wurde er Schultheiß in Rexingen, wo er dann der Deutschen Friedensgesellschaft beitrat und in freundschaftlicher Verbundenheit mit den Juden öffentlich auch Partei für sie ergriff gegen den aufstrebenden Nationalsozialismus. Ab 1930 leitete er als Funktionär Versammlungen und Schulungen. Dieses Eintreten für die Juden führte nach der Machtergreifung der NSDAP 1933 dazu, dass er als unerwünschter Beamter am 4. Juni 1933 entlassen wurde.

### In Eisenharz
Noch im November 1933 wurde er nach Eisenharz wegen seiner Judenfreundschaft strafversetzt. Dort lernte er den Ortsgruppenleiter Carl Wunderlich kennen, den Eigentümer des Molkereibetriebes, der ihn eigentlich überwachen sollte. Doch beide wurden sich einig, Schlimmstes verhindern zu wollen. Am 20. November 1937 beantragte Kinkele die Aufnahme in die NSDAP und wurde rückwirkend zum 1. Mai desselben Jahres aufgenommen (Mitgliedsnummer 5.209.357). So setzte sich Kinkele wiederholt dafür ein, christliche Traditionen zu bewahren gegen die Einflüsse der NSDAP, die diese verweltlichen und verhindern wollte. Auch als 1. Vorstand der Musikkapelle Eisenharz seit 1935 konnte er sich erfolgreich gegen die Eingliederung in den NS-Volksmusikerverband behaupten.

### Die Rettung von Elise Helmes
Wegen Fliegerschäden wurde er im Sommer 1943 nach Düsseldorf versetzt. Dort traf er sich wieder mit dem Ehepaar Elise und Hans Helmes, das ihn schon ein Jahr zuvor in Eisenharz kennengelernt hatte. Elise Helmes war Jüdin. Ihr „arischer“ Ehemann hatte es geschafft, dass sie keinen gelben Judenstern tragen musste. Einer ihrer Brüder war 1942 verhaftet worden und galt seither als verschollen. Der andere Bruder war während der Katholikenprozesse 1936 verhaftet und seit 1938 im KZ Buchenwald inhaftiert worden. Hermann Kinkele wusste von den Ängsten des Ehepaares. So konnte Elise Helmes im Mai 1943 mit ihrem Mann nach Eisenharz kommen. Elise wurde dort als Evakuierte registriert und Kinkele fand für sie eine kleine Wohnung im Austragshaus des Bauernhofes von B. Harlacher. Aus Vorsicht wagte sie sich fast nicht aus dem Haus.
Als Elise im Herbst an einer Lungenentzündung erkrankte, pflegte sie Toni, die Frau Kinkeles. Es war Carl Wunderlich, der Elise half, ihrem Bruder im KZ ein Lebensmittelpaket zu schicken. Sie konnte ihren Bruder nach dessen Befreiung in Eisenharz wieder treffen.

### Die jüdische Sopranistin Elisabeth Klepner
An der Staatsoper Berlin, in Aachen, Stuttgart und in den USA hatte Elisabeth Klepner große Erfolge als Opernsängerin gefeiert. Ihr „arischer“ Ehemann hatte 1938 sich von ihr scheiden lassen. Um der Deportation zu entgehen, war sie nach Düsseldorf geflüchtet. Auch sie konnte Kinkele mit dem Zug nach Eisenharz mitnehmen, wo sie zunächst in seinem Haus übernachtete. Im nahen Weiler Sandraz konnte er sie im Bauernhaus H. Huber unter dem Namen Elisabeth Koch unterbringen, wo sie als Landarbeiterin mithalf.
Im Sommer 1944 wurde sie dennoch von der Gestapo aufgespürt. Wunderlich informierte davon Kinkele, der Elisabeth Klepner nachts zu seinem Schwager Gustav Schmid zum Bromerhof in der Nähe von Eisenharz bringen ließ. Dort in der Pension lebte sie versteckt in einem abgelegenen Raum unter dem Dachboden. In den letzten Kriegswochen wohnten daneben Angehörige des Volkssturms, Mitglieder der Vichy-Regierung und deutsche Deserteure. Deshalb verließ sie ihr Zimmer erst nach Einbruch der Nacht.
Als die französischen Truppen Ende April das Allgäu besetzten und Verhaftungen vornahmen, gab sie sich zu erkennen.

### Kriegsende
Noch in der Nacht vor dem Einmarsch französischer Truppen in Eisenharz ließ Bürgermeister Kinkele Panzersperren beseitigen. Am 28. April trat er den Franzosen in schwarzem Anzug und mit einem weißen Betttuch entgegen, um die kampflose Kapitulation anzuzeigen. Eisenharz blieb von kriegerischen Ereignissen verschont.
Kinkele musste sich vor den französischen Besatzungsbehörden für sein Verhalten während der NS-Zeit verantworten. Mit ihrem Zeugnis konnten die Geretteten ihn vor einer Verhaftung und Bestrafung bewahren.
1946 bis 1950 wirkte Kinkele noch in Isny als Bürgermeister, wo er am 5. Dezember 1956 starb. Mit keinem Wort wurde an seinem Grab sein Eintreten für die Verfolgten erwähnt.